# Пронін Сергій Васильович
Сергій Васильович Пронін (нар. 14 січня 1972, Армянськ) — колишній український футболіст, що грав на позиції захисника і півзахисника. Відомий за виступами за низку українських та російських клубів. Після закінчення виступів на футбольних полях — футбольний тренер.

## Кар'єра футболіста
Сергій Пронін народився в Армянську, де й розпочав виступи на футбольних полях у складі аматорської команди «Синтез». Після успішнього виступу в чемпіонаті Криму молодого футболіста запросили до краснопільського «Явора», який дебютував у 1992 році в перехідній лізі української першості. У 1995 році у контрольній грі проти нальчицького «Спартака» гра Проніна припала до душі керівникам кавказького клубу, і він отримав запрошення до команди зі столиці Кабардино-Балкарії. За півроку футболіст повернувся додому, і за допомогою свого першого тренера отримав можливість пройти перегляд у львівських «Карпатах», після якого він став гравцем львівської команди. Проте в команді футболіст грав лише півроку, та не зумів стати гравцем основного складу. Улітку 1996 року Пронін отримав запрошення від клубу «Волинь», який вибув з вищої ліги, та поставив завдання на сезон повернутись до вищого дивізіону. У команду прийшло багато молодих футболістів, лучани добре розпочали чемпіонат, тривалий час лідирували в турнірі першої ліги. Проте у зв'язку з погіршенням фінансового стану гра команди погіршилась, керівництву клубу довелось продати частину ведучих гравців, і в підсумку команда зайняла 4 місце, і не зуміла повернутись до вищої ліги. У цьому сезоні Пронін був одним із основних гравців середини поля «Волині», та зіграв 33 матчі за луцький клуб в чемпіонаті. Після закінчення сезону 1996—1997 років Сергій Пронін став футболістом іншого клубу першої ліги — охтирського «Нафтовика», в якому грав протягом чотирьох сезонів. У 2000 році клуб вибув із першої ліги, проте наступного сезону став переможцем другої української ліги в групі «В». Пронін разом із командою став переможцем групового турніру другої ліги, а по завершенні цього сезону закінчив виступи на футбольних полях.

## Кар'єра тренера
Після завершення виступів на футбольних полях Сергій Пронін розпочав тренерську кар'єру в краснопільському «Яворі» інструктором-методистом. У 2006 році колишній футболіст повернувся до Криму, де розпочав роботу в сімферопольському училищі олімпійського резерву тренером з футболу. На цій посаді він підготував ряд відомих футболістів, зокрема Артура Новотрясова. Сергій Пронін залишився працювати в Криму після незаконної окупації Криму Росією у 2014 році, а в 2016 році став головним тренером з футболу кримського УОР.

## Досягнення
- Переможець другої ліги: 1995; 2001 (Групи В)